# Труховська-Ванєєва Домініка Василівна
Домініка Василівна Труховська (у шлюбі Ванєєва; *24 грудня (5 січня) 1875, Олександрія (?) — †Бор, 1920) — діячка революційного руху в Російській імперії, член Союзу боротьби за визволення робітничого класу.

## Біографія

Будинок в Олександрії, у якому ймовірно народилась Труховська та періодично проживала до 1902 р. Серпень 2009.

Домініка Труховська народилась в місті Олександрія (за іншими даними в с. Решетилівка) в купецькій родині. У 1892 закінчила Полтавську гімназію, а вже наступного року вступила на Бестужевські Вищі жіночі курси в Петербурзі. Під час навчання Труховська долучилася до активної революційної роботи, під час приїздів на канікули до батьків в Олександрію, вона сприяла формуванню революційних настроїв серед місцевої молоді. Також в період свого навчання Домініка Труховська працювала вчителькою у вечірній школі за Невською заставою.
1896 її було заарештовано у справі Союзу боротьби за визволення робітничого класу. Разом з нею в цій справі проходила Надія Крупська. Через Труховську Софія Невзорова передала для розповсюдження серед робітників фабрики Паля відозву «Робітниче свято 1 травня». Під вартою вона утримувалась з 11 липня по 7 листопада 1896 р., а потім віддаана під особливий нагляд поліції. В цей час вона познайомилась зі своїм майбутнім чоловіком Анатолієм Ванєєвим, який був особистим другом Леніна.
Після арешту і заслання у 1897 р. хворого на туберкульоз нареченого А. Ванєєва вона вирушила за ним до Сибіру. Існують свідчення, що при цьому вона була «фіктивною нареченою», і виконувала насправді роль зв'язкової, оскільки ув'язнених дозволялось відвідувати лише найближчим родичам. Офіційно їхній шлюб було оформлено 19 жовтня.
22 жовтня 1897 Домініку Ванєєву було засуджено до тримісячного ув'язнення, з подальшим підпорядкуванням гласному поліційному нагляду на 2 роки поза столиць та їх губерній, а також університетських міст, Саратова та деяких, на розсуд міністерства внутрішніх справ, промислових місцевостей. Ванєєва відбула ув'язнення в Єнісейському тюремному замку (з 18 листопада 1897 р. — протягом двох місяців), а термін нагляду — в Єнісейській губернії. Належала до числа 17-ти засланих соціал-демократів, що прийняли відомий ленінський протест проти «Credo» Катерини Кускової. 8 вересня 1899 Домініка Ванєєва втратила свого чоловіка, що помер від туберкульозу. В подальшому вона вийшла заміж за його брата революціонера Василя Ванєєва Після закінчення поліційного нагляду (18 лютого 1900 р.) їй було заборонено проживання в столицях і Петербурзькій губернії до особливого розпорядження і в деяких інших місцевостях на 2 роки. З 1902 року вона жила в Нижньому Новгороді. У 1904 їй було дозволене повсюдне проживання.
Після революції Труховська-Ванєєва проживала в місті Бор Нижньоновгородської області, де проявила себе як педагог, вона заснувала дитячий будинок, який діє і дотепер. В цьому місті встановлено пам'ятники їй та її чоловіку Анатолію Ванєєву.
У місті Олександрія їй було встановлено меморіальну дошку на фасаді будинку її батька, у якому вона періодично проживала до 1902 року.
Домініка Труховська є персонажем роману радянського письменника Афанасія Коптєлова «Запалає полум'я» (рос. «Возгорится пламя»), присвяченого життю Леніна.